# Extremadura-Grupo Gallardo
Extremadura-Grupo Gallardo war ein spanisches Radsportteam.
Die Mannschaft wurde 2005 unter dem Namen Spiuk-Semar gegründet. Sie besaß eine UCI-Lizenz als Continental Team und nahm damit hauptsächlich an Rennen der UCI Europe Tour teil. Für die Saison 2008 hatte das Team eine Lizenz als Professional Continental Team erhalten. Manager war Tomas Sanchez, der von seinen Sportlichen Leitern Alfonso Rodriguez und Juan Carlos Vazquez unterstützt wurde. Der Sponsor Spiuk ist ein Sportartikel-Hersteller und Extremadura ist eine Region in Spanien. Die Mannschaft wurde mit Fahrrädern der Marke Kuips ausgestattet.
Ende der Saison 2008 wurde die Mannschaft aufgelöst.

## Saison 2008

### Zugänge – Abgänge
| Zugänge              | Team 2007              | Abgänge                          | Team 2008         |
| -------------------- | ---------------------- | -------------------------------- | ----------------- |
| Aitor Pérez          | Caisse d’Epargne       | Javier Moreno                    | Andalucia-Cajasur |
| Rodrigo García       | Fuerteventura-Canarias | Pedro Romero                     | LA-MSS            |
| Enrique Salgueiro    | Karpin Galicia         | Juan Carlos Fernández            | Unbekannt         |
| Francisco Terciado   | Relax-GAM              | Alfonso Rodríguez                | Unbekannt         |
| Xabat Otxotorena     | Orbea                  | Fernando Torres Martín           | Unbekannt         |
| Carlos Torrent       | Vina Magna-Cropu       | José Antonio Arroyo (bis 01.07.) | Unbekannt         |
| Jaume Rovira         | Ex-Profi               |                                  |                   |
| Jaime García         | Neoprofi               |                                  |                   |
| José Ángel Rodríguez | Neoprofi               |                                  |                   |
| Gonzalo Zambrano     | Neoprofi               |                                  |                   |

### Mannschaft
| Name                 | Geburtstag        | Nationalität | Team 2009                              |
| -------------------- | ----------------- | ------------ | -------------------------------------- |
| Jaime García         | 27. Februar 1985  | Spanien      | Extremadura-Spiuk                      |
| Rodrigo García       | 27. Februar 1980  | Spanien      | Miche-Silvercross-Selle Italia         |
| Sergio Herrero       | 17. März 1981     | Spanien      |                                        |
| Josu Mondelo         | 13. Oktober 1981  | Spanien      |                                        |
| Xabat Otxotorena     | 17. November 1980 | Spanien      |                                        |
| Aitor Pérez          | 24. Juli 1977     | Spanien      | Contentpolis AMPO                      |
| Israel Pérez         | 31. Januar 1978   | Spanien      | Extremadura-Spiuk                      |
| Jesus Ramirez        | 25. Oktober 1979  | Spanien      |                                        |
| José Ángel Rodríguez | 3. Oktober 1985   | Spanien      |                                        |
| Ángel Rodríguez      | 20. Dezember 1981 | Spanien      |                                        |
| Jaume Rovira         | 3. November 1979  | Spanien      | Andorra-Grandvalira                    |
| Enrique Salgueiro    | 2. Mai 1981       | Spanien      | Extremadura-Spiuk                      |
| Ignacio Sarabia      | 15. Juli 1983     | Mexiko       | Tecos de la Universidad de Guadalajara |
| Francisco Terciado   | 25. März 1981     | Spanien      | Extremadura-Spiuk                      |
| Carlos Torrent       | 29. August 1974   | Spanien      | Andorra-Grandvalira                    |
| Gonzalo Zambrano     | 8. April 1983     | Spanien      | Extremadura-Spiuk                      |

## Saison 2007

### Erfolge in der UCI Europe Tour
Bei den Rennen der UCI Europe Tour im Jahr 2007 gelangen dem Team nachstehende Erfolge.
| Datum     | Rennen                        | Fahrer                |
| --------- | ----------------------------- | --------------------- |
| 21. April | 4. Etappe Ciclista a Mallorca | Jesus Ramirez         |
| 16. Juni  | 4. Etappe Circuito Montañés   | Jesus Ramirez         |
| 17. Juni  | 5b. Etappe Circuito Montañés  | Pedro Romero          |
| 21. Juli  | 4. Etappe Vuelta a Madrid     | Javier Moreno         |
| 6. August | Prolog Tour des Pyrénées      | Juan Carlos Fernández |